# Diouloulou
Diouloulou (ou Jululu) est une commune du Sénégal située à environ 80 km au nord-ouest de Ziguinchor, en Basse-Casamance, dans le sud du pays.

## Histoire
Situé au bord d’un cours d’eau qui porte le même nom, l’ex village de Diouloulou est créé dans la 2ème moitié du XIXe siècle. Seul le village de Djibaly, plus ancien, figure dans la plupart des archives. L’administration coloniale s’était au début installée à Djibaly qui polarisait à l’époque toutes les activités économiques et administratives de la zone. Mais très vite elle comprit les limites de Djibaly, liées surtout à son éloignement du marigot, et c’est ainsi que fut prise la décision d’installer le Poste militaire (à l’époque une garde républicaine) sur le site de Diouloulou en 1893 soit un an avant l’installation du poste de Bignona (1894).
En 1917, un conflit entre l’armée coloniale et les populations locales a conduit celles-ci à abandonner les villages de Sitimba et de Djibaly.
Le rôle économique et culturel important que jouait Diouloulou dans le grand Fogny avait progressivement attiré beaucoup de populations venant surtout du Blouf (arrondissement de Tendouck). Cela avait entraîné la création de nouveaux villages autours de Diouloulou. C’est le cas de Djibaly occupé de nouveau par des populations venues de Dianki vers 1940, de Badioncoto autour des années 50, de Missirah vers 1945, Bambadinka et Brikamanding de création plus récente. Tous ces villages font partie du périmètre de la nouvelle Commune et ont changé de statut pour devenir des quartiers donnant ainsi à Diouloulou ses neuf quartiers.
La paroisse Saint-Martin-de-Porrès est créée à Diouloulou en 1965 par Mgr Dodds.

## Administration
Diouloulou fait partie du département de Bignona dans la région de Ziguinchor. La localité a été érigée en commune en juillet 2008.

## Géographie
Les localités les plus proches sont Konkoudia, Missirah, Aïnoumane, Dar Ould Rhaire, Koubanack, Kataba Badjikounda et Kataba Mouniane.
La commune couvre une superficie totale de 52,8 km². Elle s’étire sur une longueur de 11,9 km du Nord au Sud et 8,8 km d’Est en Ouest. Sa position sur l’embranchement de la route nationale 5 et de la départementale 205 fait de la Commune de Diouloulou une ville carrefour vers Bignona, Kafountine et la Gambie.
C'est une région où l'on parle encore le karone, une langue bak.

## Personnalité(s)
- Abdoulaye Sané, footballeur professionnel, est originaire de Diouloulou.
- Lamine Camara, footballeur professionnel et international sénégalais est originaire de Diouloulou.
- Sadibou Sané, footballeur professionnel et international Sénégalais est aussi originaire de Diouloulou.